# Хшаново (Куявсько-Поморське воєводство)
Хшаново (пол. Chrzanowo, нім. Marienfeld) — село в Польщі, у гміні Яновець-Велькопольський Жнінського повіту Куявсько-Поморського воєводства.
Населення — 125 осіб (2011).
У 1975-1998 роках село належало до Бидгощського воєводства.

## Демографія
Демографічна структура станом на 31 березня 2011 року:
|          | Загалом | Допрацездатний вік | Працездатний вік | Постпрацездатний вік |
| -------- | ------- | ------------------ | ---------------- | -------------------- |
| Чоловіки | 73      | 13                 | 56               | 4                    |
| Жінки    | 52      | 9                  | 34               | 9                    |
| Разом    | 125     | 22                 | 90               | 13                   |